# 부량면
부량면(扶梁面)은 대한민국의 전북특별자치도 김제시에 설치된 면이다.

## 개요
부량면은 국내 최고 최대의 수리시설인 사적 111호로 지정된 벽골제가 있는 수도작의 발상지로, 매년 농경문화의 진수를 맛 볼 수 있는 《지평선축제》가 열리는 고장이다.
지평선축제는 7년 연속 문화관광부 최우수축제로 선정되었으며, 지평선축제 때 벽골제 축조 설화인 쌍용놀이가 주요행사로 거행되는데, 이 행사는 부량면민의 땀과 노력으로 연출한 작품이다. 또한 《아리랑문학관》이 위치해 있어, 소설가 조정래의 작품인 《아리랑》에 대한 모든 정보를 한눈에 볼 수 있다.

## 행정 구역
- 금강리
- 대평리
- 신두리
- 신용리
- 옥정리
- 용성리
- 월승리

## 학교
- 벽량초등학교 (대평리)
- 벽제초등학교 (폐교) - 부량면 용성1길 24 (용성리)